# سائو پی
سائو پی () (زادهٔ ۱۸۷ – درگذشتهٔ ۲۹ ژوئن ۲۲۶), با نام محترم زیهوان، نخستین امپراتور و بنیانگذار امپراتوری سائو وی در دورهٔ سه پادشاهی چین و دومین پسر سائو سائو بود. پس از شکست رقیب سائو سائو، یوآن شائو، در نبرد گوآندو، بیوهٔ یوآن شائو که بانو ژِن نام داشت معشوقه و همخوابهٔ سائو پی شد اما بانو ژِن در سال ۲۲۱ از دنیا رفت و گوئو نوئانگ امپراتور شد. سائو پی، پدر امپراتور دوم سائو وی، سائو روی و پدربزرگ سائو مائو، دوک ناحیه گائوگوی بود. سائو پی با کمک سیما یی (که مشاور پدرش بود و بعدها فرماندهی لشکر وی را بر عهده گرفت) توانست امپراتور شیان را برکنار و سلسله هان را منقرض کند. با اینکه در دوران حکومت او، جنگ‌هایی میان سلسله‌های شو (لیو بی) و وو (سون کوان) درگرفت و موجب تضعیف هر دوی آنها شد، اما او در حمله به قلمروی آنها ناکام بود و در نهایت در جوانی بر اثر یک بیماری قدیمی که از کودکی دچار آن بود، درگذشت.
در ۲۵ نوامبر ۲۲۰، سائو پی، امپراتور شیان، آخرین فرمانروای سلسله هان شرقی را مجبور کرد به نفع خود از سلطنت کناره‌گیری کند، پس از آن در ۱۱ دسامبر ۲۲۰  خود را امپراتور معرفی کرد و ایالت سائو وی را تأسیس کرد. سائو پی به جنگ‌ها علیه ایالت‌های شو هان و وو شرقی که به ترتیب توسط رقبای پدرش لیو بی و سون کوان تأسیس شده‌اند، ادامه داد، اما در نبردها به کشورگشایی قابل توجهی نرسید. برخلاف پدرش، سائو پی بیشتر تلاش خود را بر مدیریت داخلی متمرکز کرد تا جنگ علیه رقبای خود. در طول سلطنت خود، او به‌طور رسمی سیستم ۹ رتبه ای چن کون را به عنوان پایگاهی برای نامزدی خدمات کشوری ایجاد کرد، که استعدادهای زیادی را به دولت او کشاند. از سوی دیگر، او قدرت شاهزادگان را به شدت کاهش داد، قدرت مخالفت با او را از آنها سلب کرد، اما در عین حال، آنها را قادر به کمک به امپراتور در صورت بروز بحران در داخل ایالت ناتوان کرد. پس از مرگ سائو پی، جانشین او سائو روی نام پس از مرگش "امپراتور ون" و نام معبد "شیزو" را به او داد.
سائو پی نیز مانند پدرش سائو سائو و برادر کوچکترش سائو ژی، شاعر و دانشمندی ماهر بود. او یان گی زینگ (燕歌行)، اولین شعر چینی را به سبک هفت هجا در هر سطر (七言詩) نوشت. او همچنین بیش از صد مقاله در موضوعات مختلف نوشت.

## نگارخانه

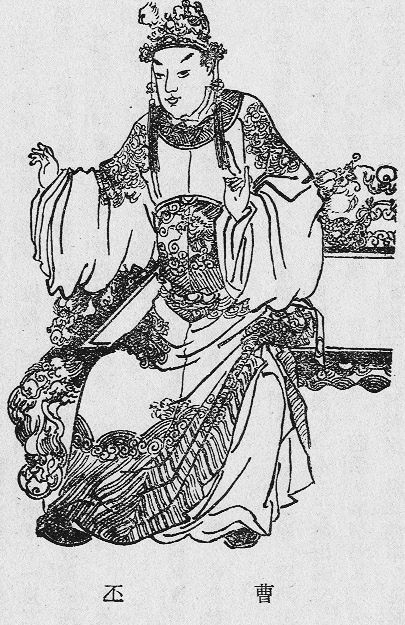
پرتره‌ای از سائو پی